# بهترین‌های پاپ
بهترین‌های پاپ (انگلیسی: Top of the Pops) یک برنامه تلویزیونی ساخت شبکهٔ بی‌بی‌سی بود که به پخش جدول تک‌آهنگ‌های بریتانیا می‌پرداخت. این برنامه در بازهٔ زمانی ۱ ژانویه ۱۹۶۴ تا ۳۰ ژوئیه ۲۰۰۶، هر پنج‌شنبه از شبکهٔ بی‌بی‌سی وان پخش می‌شد، البته به استثنای یک مدت زمانی کوتاه در اواخر سال ۱۹۷۴ و سال ۱۹۹۶ که هر جمعه به پخش می‌رسید. پخش برنامه از سال ۲۰۰۵ نیز به بی‌بی‌سی تو محول شد.
اگرچه نمایش هفتگی برنامه هم‌اکنون لغو شده، اما ویژه برنامهٔ کریسمس آن ادامه دارد. همچنین برنامه‌ای تحت نام بهترین‌های پاپ ۲ از سال ۱۹۹۴ پخش شده و به پخش گلچینی از آرشیو بهترین‌های پاپ می‌پردازد.